# 科罗拉瑞卡战役
科罗拉瑞卡战役发生于1845年3月11日，是新西兰旗杆战争中的一次战斗。英国人控制新西兰群岛后，与原住民爆发了战争，结果是科罗拉瑞卡（今天的罗素）落入毛利战士的手中。

## 经过
毛利人三处移除了科罗拉瑞卡旗杆岭的英国旗之后，他们再次来夺旗。此次部落酋长霍恩·赫克和他的人马与特·鲁基·卡维迪联合起来对付英国殖民者。英军的数量大大不及。战舰HMS Hazard运来一队人支援陆军第96团，英军总共有140人。美国军舰也帮助英国公民撤离。激烈的遭遇战持续了一段时间，防守者的全部弹药在爆炸中被毁。一座建筑被点燃，火势蔓延。英军只得带着公民撤至港口。之后HMS Hazard炮击毛利人。战斗中英国人有11人阵亡，至少八人受伤。